# Christuskirche (Berlin-Mitte)

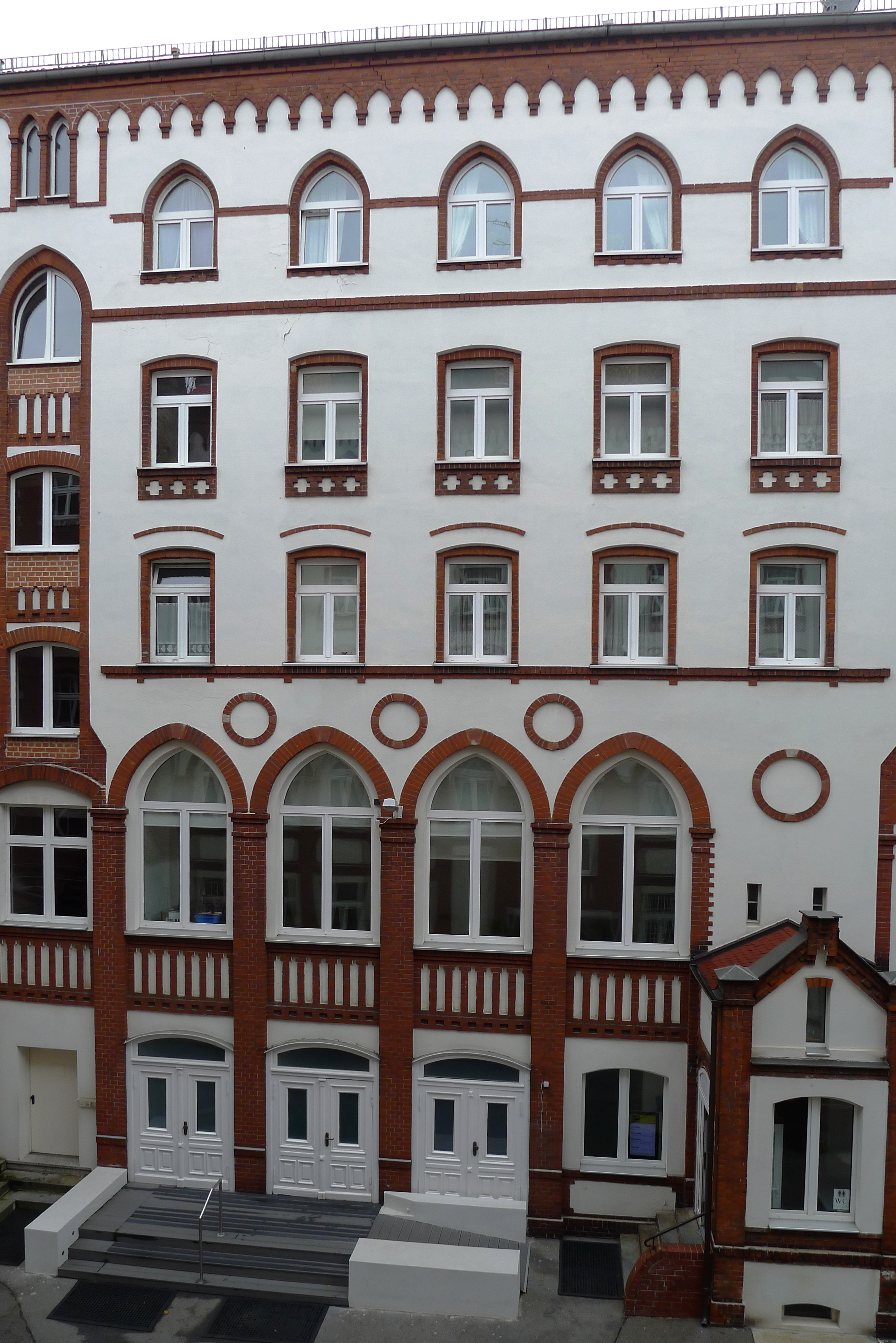
Christuskirche

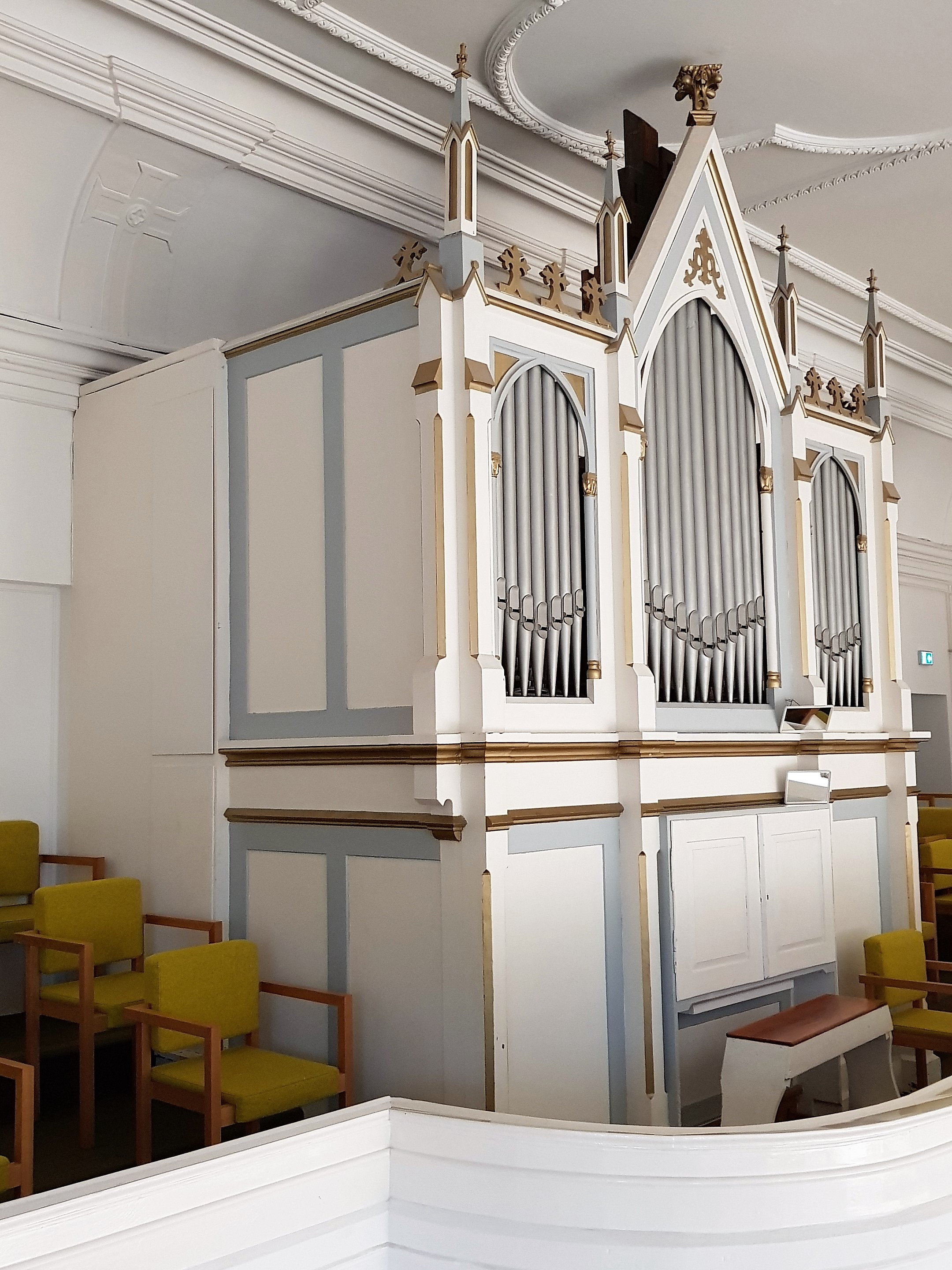
Rühlmann-Orgel

Die freikirchliche Christuskirche ist ein denkmalgeschütztes Gebäude in der Anklamer Straße 31 im Berliner Ortsteil Mitte des gleichnamigen Bezirks.

## Geschichte
Bauherr des 1895–1898 errichteten Gebäudekomplexes in der Rosenthaler Vorstadt, der aus zwei Wohngebäuden im Hof des Grundstücks besteht, war der von Christoph Kukat in Berlin gegründete Ostpreußische Evangelische Gebetsverein. Seit 1942 wurde der Sakralbau von einer Pfingstgemeinde mitbenutzt, die zum Bund Freikirchlicher Pfingstgemeinden gehört. Nach Beseitigung der im Zweiten Weltkrieg entstandenen Schäden wird er seit 1947 von ihr allein benutzt. 1993 hat die Pfingstgemeinde die gesamte Anlage erworben.

## Baubeschreibung

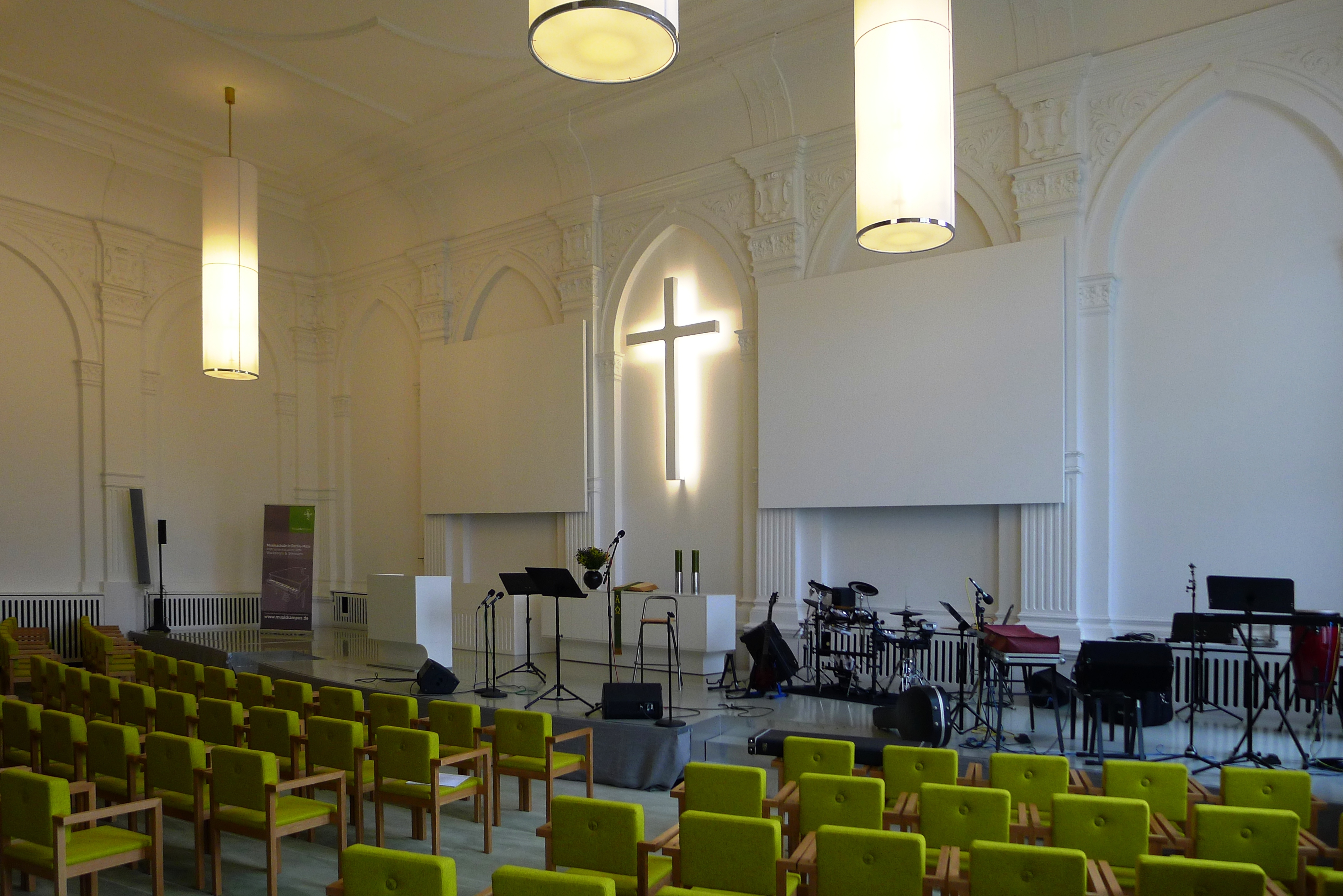
Innenraum, Blick zum Altar (2013)

Die Erteilung der Baugenehmigung war an die Auflage geknüpft, nicht in der Häuserflucht an der Straßenseite zu bauen. Die sehr große rückwärtige Grundstücksfläche ermöglichte den Bau zweier hintereinander liegender Quergebäude mit fünf Geschossen. Die Kirche selbst befindet sich im Quergebäude des zweiten Hinterhofs. Das in das Wohnhaus integrierte Kirchenschiff war ursprünglich mit einer Kuppel überwölbt. Die im Zweiten Weltkrieg zerstörte Kuppel wurde 1947 durch eine Flachdecke ersetzt. Der Mauerwerksbau ist verputzt. Die Zargen der Fenster und die Friese in der Fassade bestehen aus Klinker. Zwischen Pilastern, über den drei Türen des Portals befinden sich geschossübergreifende spitzbogige Fenster. Die Orgel mit 17 Registern wurde 1883 von Wilhelm Rühlmann für St. Nicolai Hohenedlau erbaut. 1980 wurde sie in die Christuskirche umgesetzt und dabei umgebaut.